# Isopeda canberrana
Isopeda canberrana là một loài nhện trong họ Sparassidae.
Loài này thuộc chi Isopeda. Isopeda canberrana được Arthur Stanley Hirst miêu tả năm 1992.